# La Terre noire
Pour plus de détails, voir Fiche technique et Distribution.
La Terre noire (Η μαύρη Γη, I mavri yi) est un film grec néoréaliste réalisé par Stelios Tatassopoulos et sorti en 1952. Acteurs professionnels et non professionnels (habitants du village) s'y côtoient.
Le film fait 27 489 entrées en 1952, soit un échec commercial relatif.

## Synopsis
Sur Naxos, le village minier (émeri) de montagne Apiráthos sert de toile de fond à un drame amoureux.

## Fiche technique
- Titre : La Terre noire
- Titre original : Η μαύρη Γη (I mavri yi)
- Réalisation : Stelios Tatassopoulos
- Scénario : Nikos Sfyroeras
- Société de production : Spect Film
- Montage : Stelios Tatassopoulos
- Direction artistique : Michalis Nikolinakos
- Musique : Yorgos Kasassoglou
- Pays d'origine : Grèce
- Genre : drame néoréaliste
- Format  : noir et blanc 35 mm
- Durée : 80 minutes
- Date de sortie : 1952

## Distribution
Giórgos Foúndas, Frosso Kokola, Takis Kyriakopoulos, Yannis Fyrios (el), Sophie Lisa